# Genista valentina
Genista valentina là một loài thực vật có hoa trong họ Đậu. Loài này được (Spreng.) Steud. miêu tả khoa học đầu tiên.